# Loveniidae
Famille
Les Loveniidae sont une famille d'oursins, de l'ordre des Spatangoida.

## Description et caractéristiques
Ce sont de petits oursins irréguliers en forme de cœur vu du dessus. Une large bouche filtreuse est située sur la face inférieure de l'animal, et l'anus en position terminale arrière. Ils sont couverts de radioles (piquants) courtes et peu piquantes, et vivent enterrés dans le sédiment, qu'ils filtrent pour se nourrir : ils sont rarement aperçus vivants, mais leurs squelettes (« tests ») sont souvent retrouvés sur les plages.
Le test (coquille) est irrégulièrement ovale, avec une face inférieure presque plate et une face supérieure légèrement en dôme parfois légèrement aplati.
Le disque apical est ethmolytique, et les pétales forment des lignes. Les pétales antérieurs s'effilent distalement avec une large zone perradiale et une réduction des paires de pores dans la colonne antérieure.
Les zones ambulacraires latérales de la face orale sont serrées entre les phyllodes adorales et l'ambitus.
La plaque labrale est allongée et en forme de cale.
Les plaques sternales sont courtes et triangulaires.
Les plaques épisternales forment des paires opposées comme les suivantes ; elles ne sont que modérément indentées.
On note la présence de fascioles subanales, le plus souvent bilobées.
Cette famille est apparue à la fin de l'Éocène.

## Liste des genres
Selon World Register of Marine Species (28 mars 2014) :
- genre Araeolampas Serafy, 1974 -- 5 espèces actuelles
- genre Atelospatangus Koch, 1885 †
- genre Breynia Desor, in Agassiz & Desor, 1847 -- 5 espèces actuelles
- genre Chuniola Gagel, 1903 †
- sous-famille Echinocardiinae Cooke, 1942
  - genre Echinocardium Gray, 1825 -- 12 espèces actuelles
- genre Gualtieria Desor, in Agassiz & Desor, 1847 †
- genre Hemipatagus Desor, 1858 †
- genre Laevipatagus Noetling, 1885 †
- genre Lovenia Desor, in Agassiz & Desor, 1847 -- 10 espèces actuelles
- genre Pseudolovenia A. Agassiz & H.L. Clark, 1907b -- 1 espèce actuelle
- genre Semipetalion Szörényi, 1963 †
- genre Spatangomorpha Boehm, 1882 †

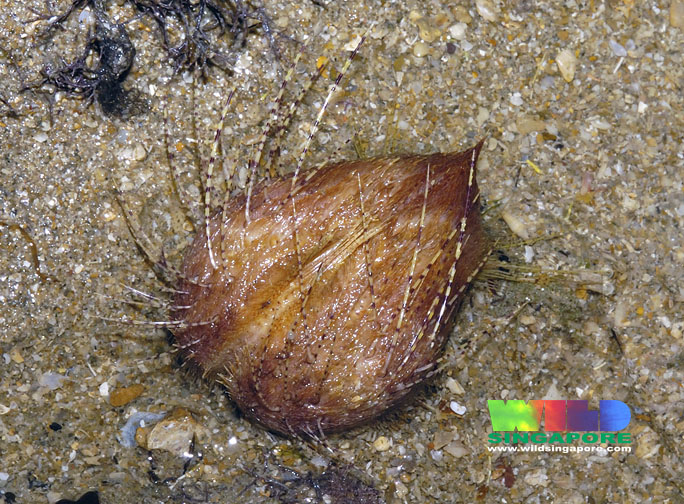
Lovenia elongata vivant.
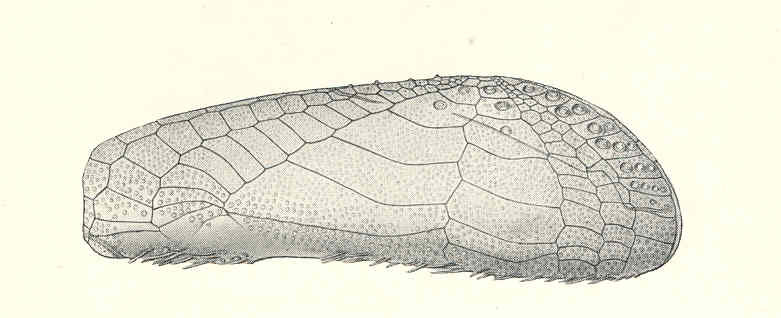
Araeolampas glauca
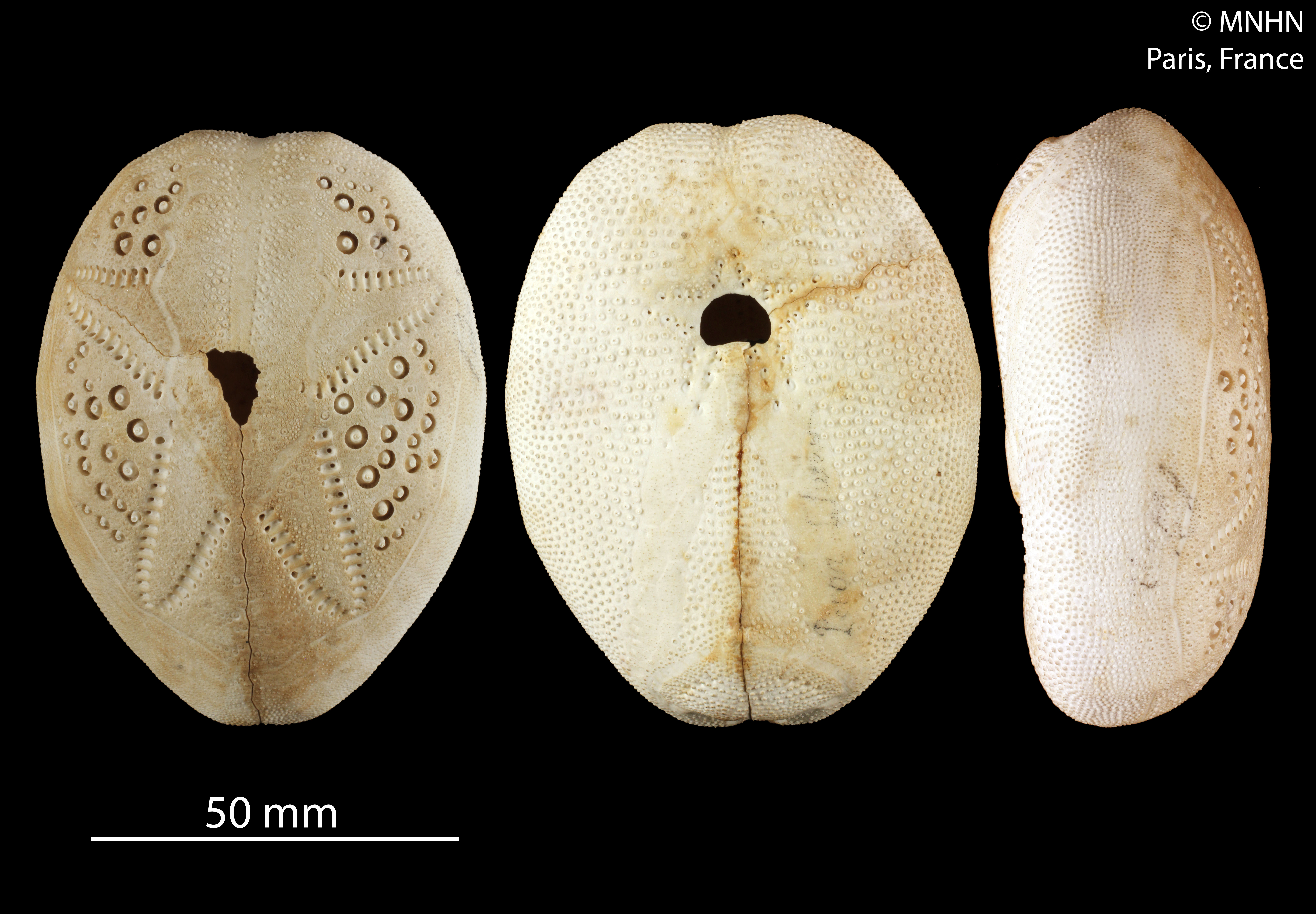
Breynia australasiae
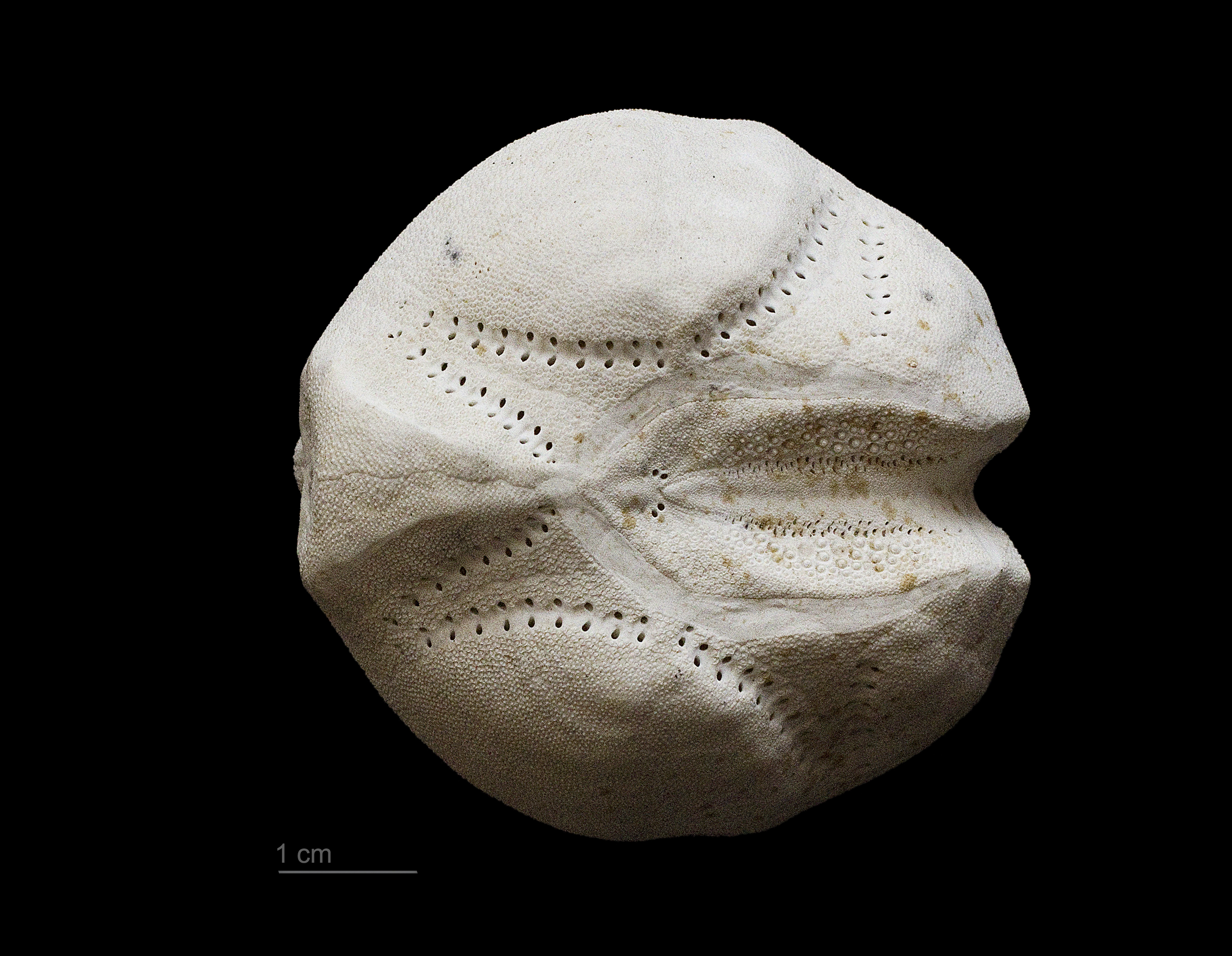
Echinocardium cordatum
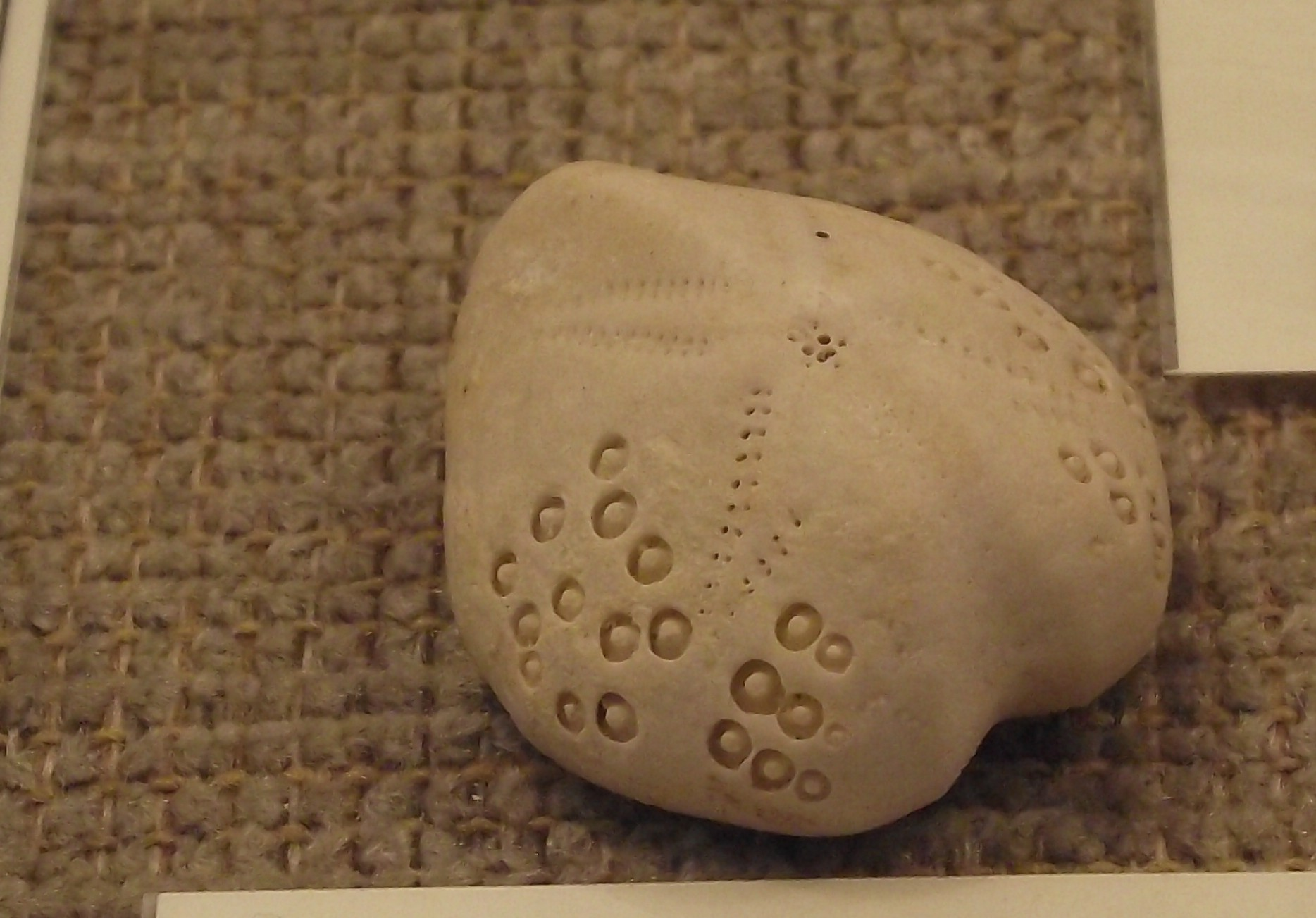
Lovenia forbesi
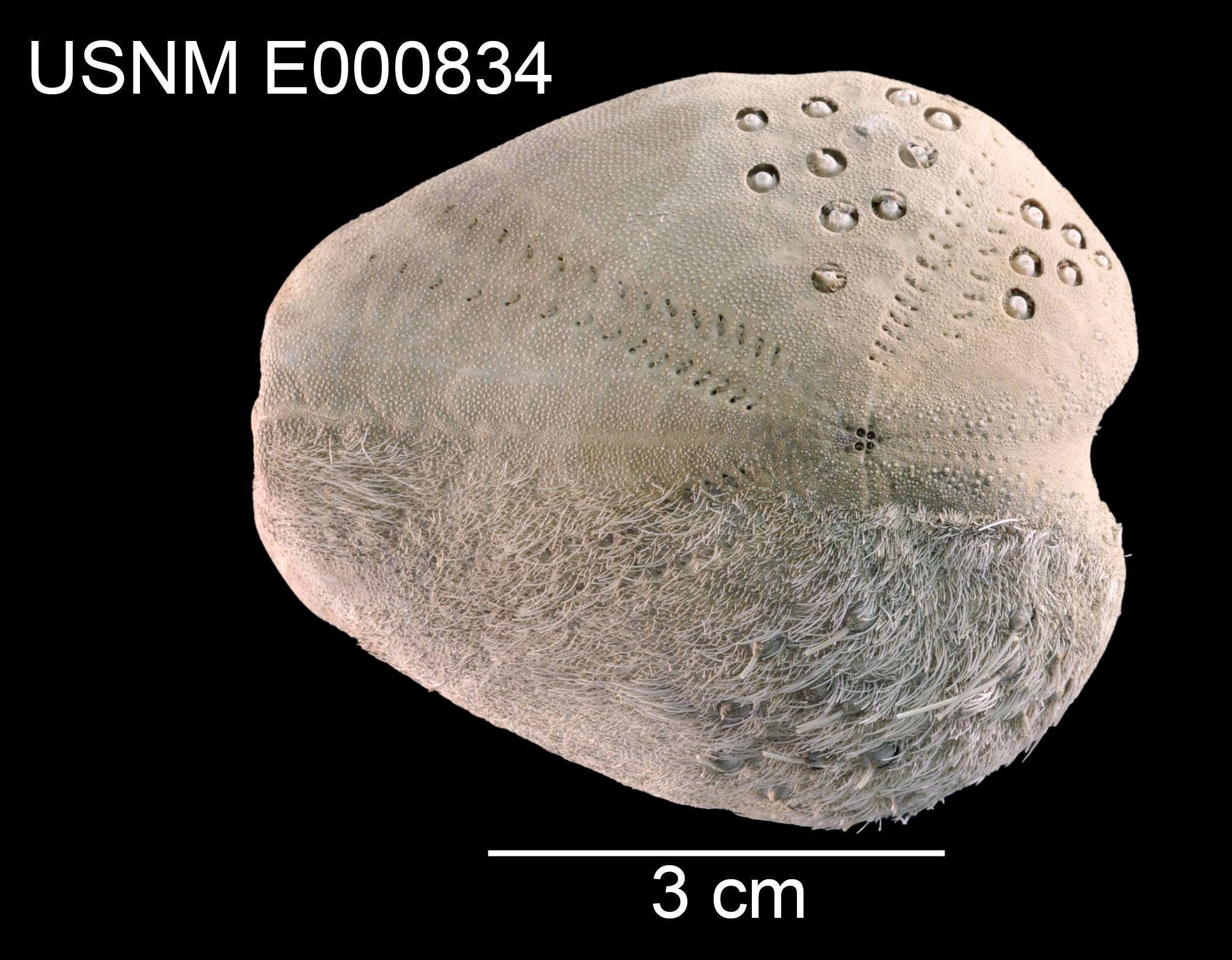
Pseudolovenia hirsuta
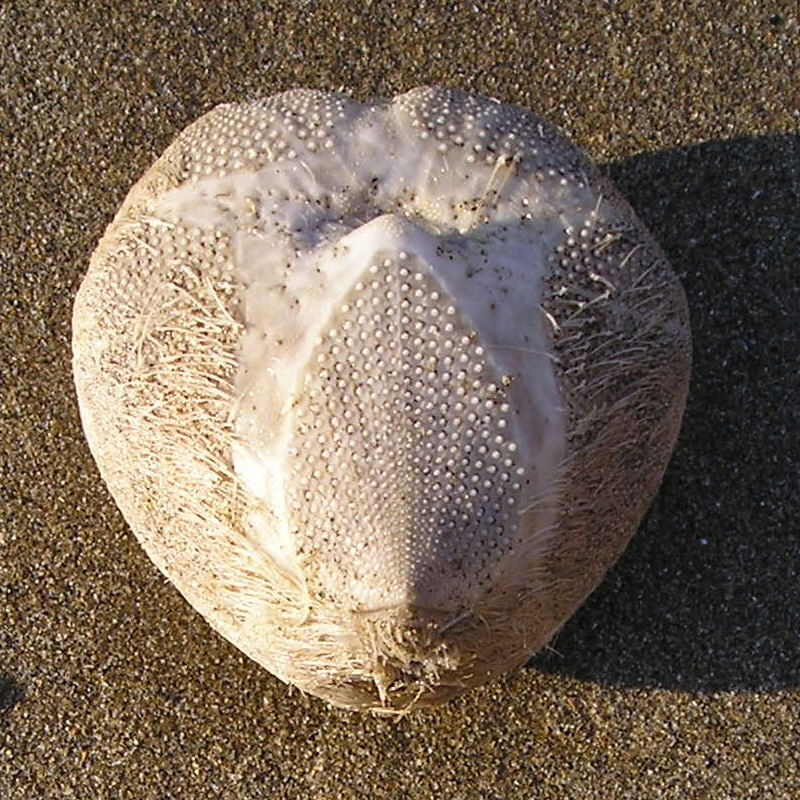
Test d’Echinocardium cordatum, face orale.